# Gambia (land)

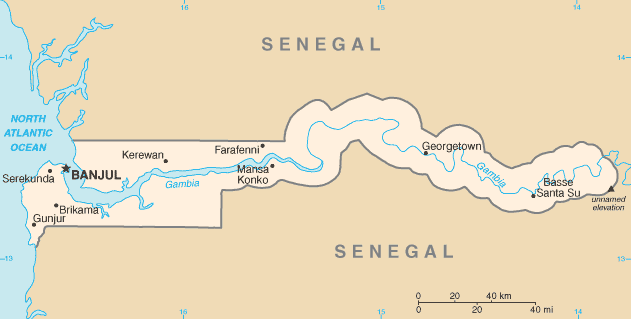
De kaart van Gambia. Senegal omringt het land aan drie kanten. In het midden van het land stroomt de rivier.

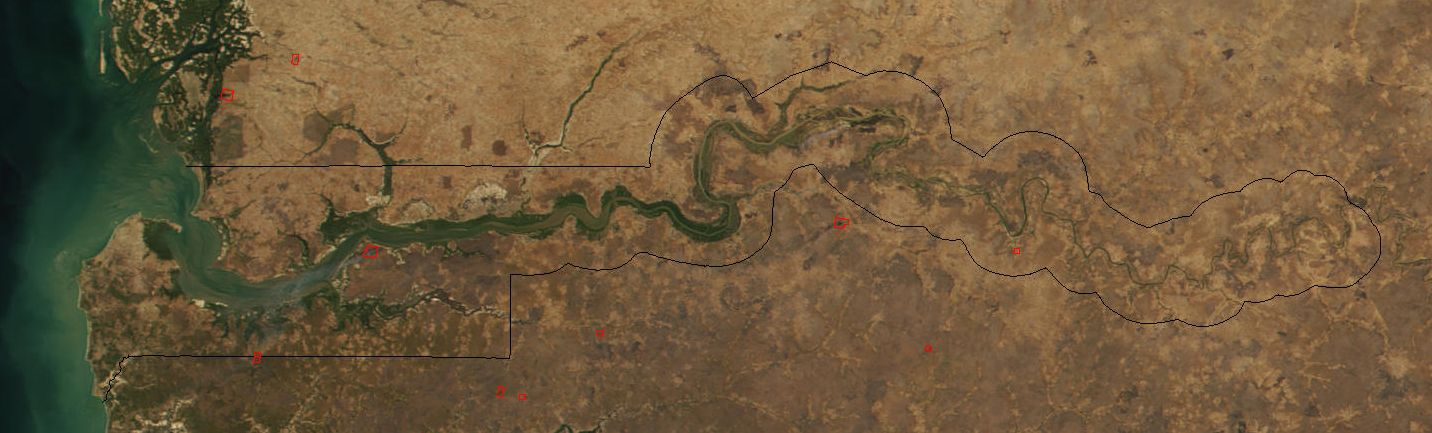
Een satellietbeeld van het land.

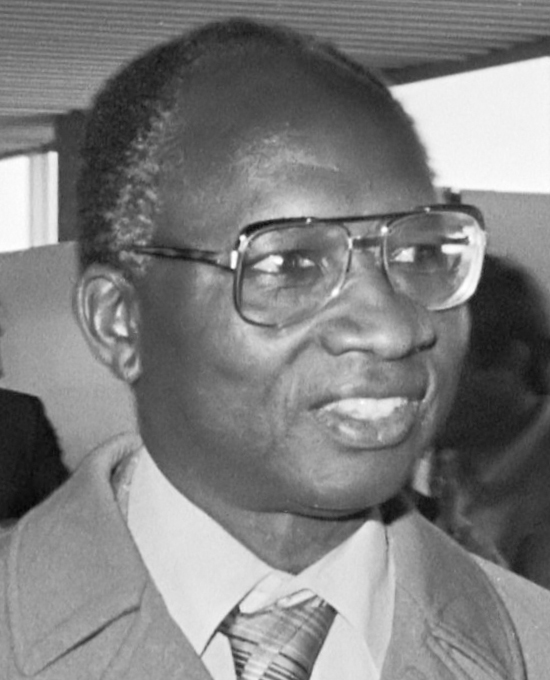
Dawda Kairaba Jawara was Premier vanaf 1965 en vanaf 1970 de eerste President, nadat Gambia een onafhankelijke republiek binnen het Gemenebest was geworden.

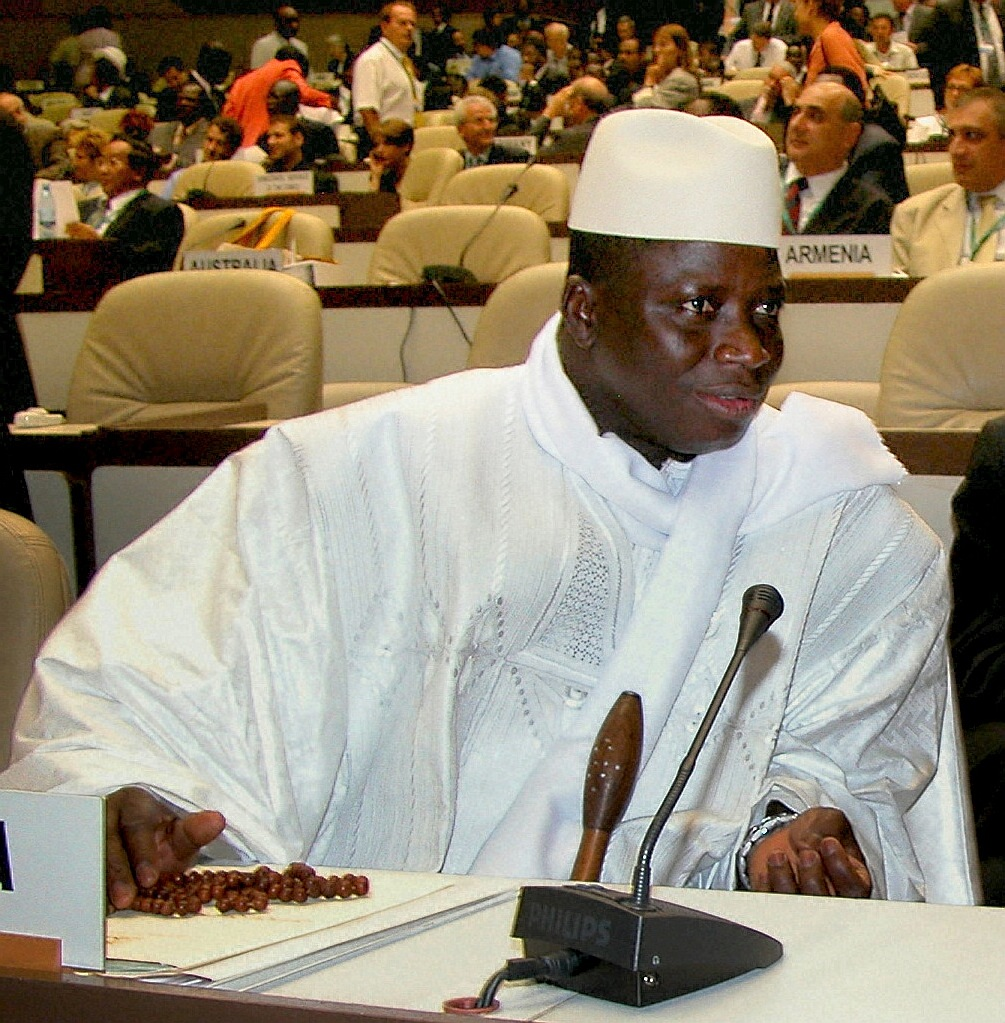
President Yahya Jammeh regeerde het land vanaf 1994.

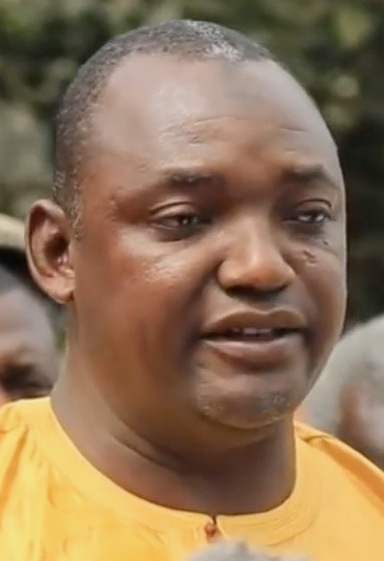
Adama Barrow is President van Gambia sinds 2016.

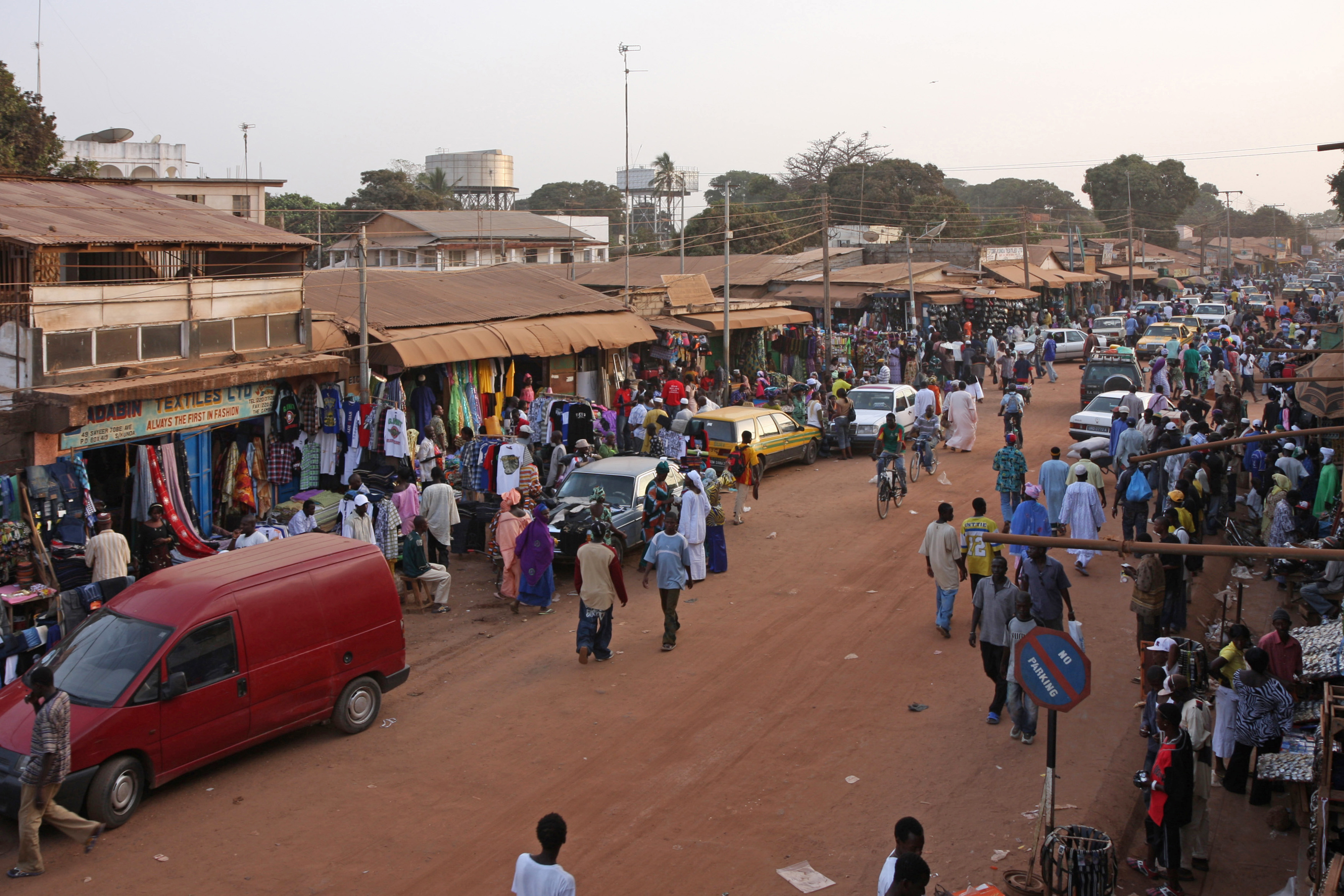
De markt van de grootste stad van het land, Serekunda.

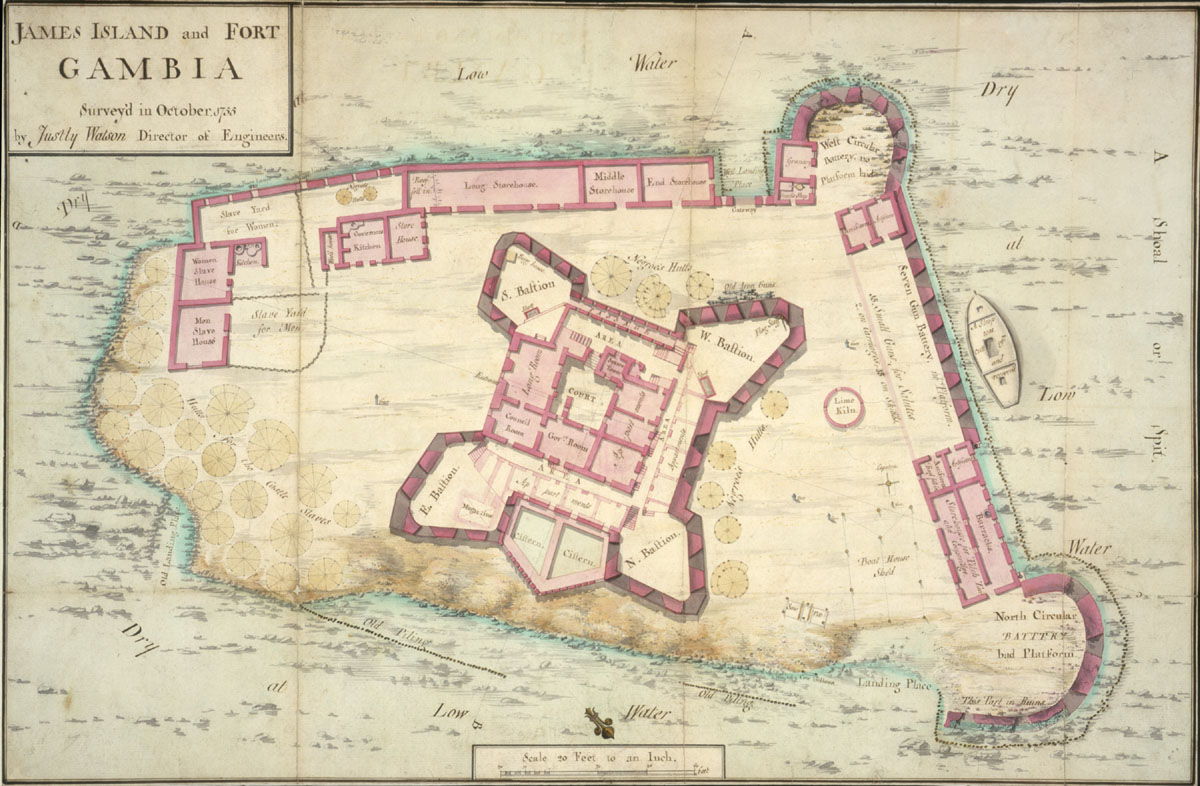
James Island, de handelspost van slaven totdat de slavernij was afgeschaft.

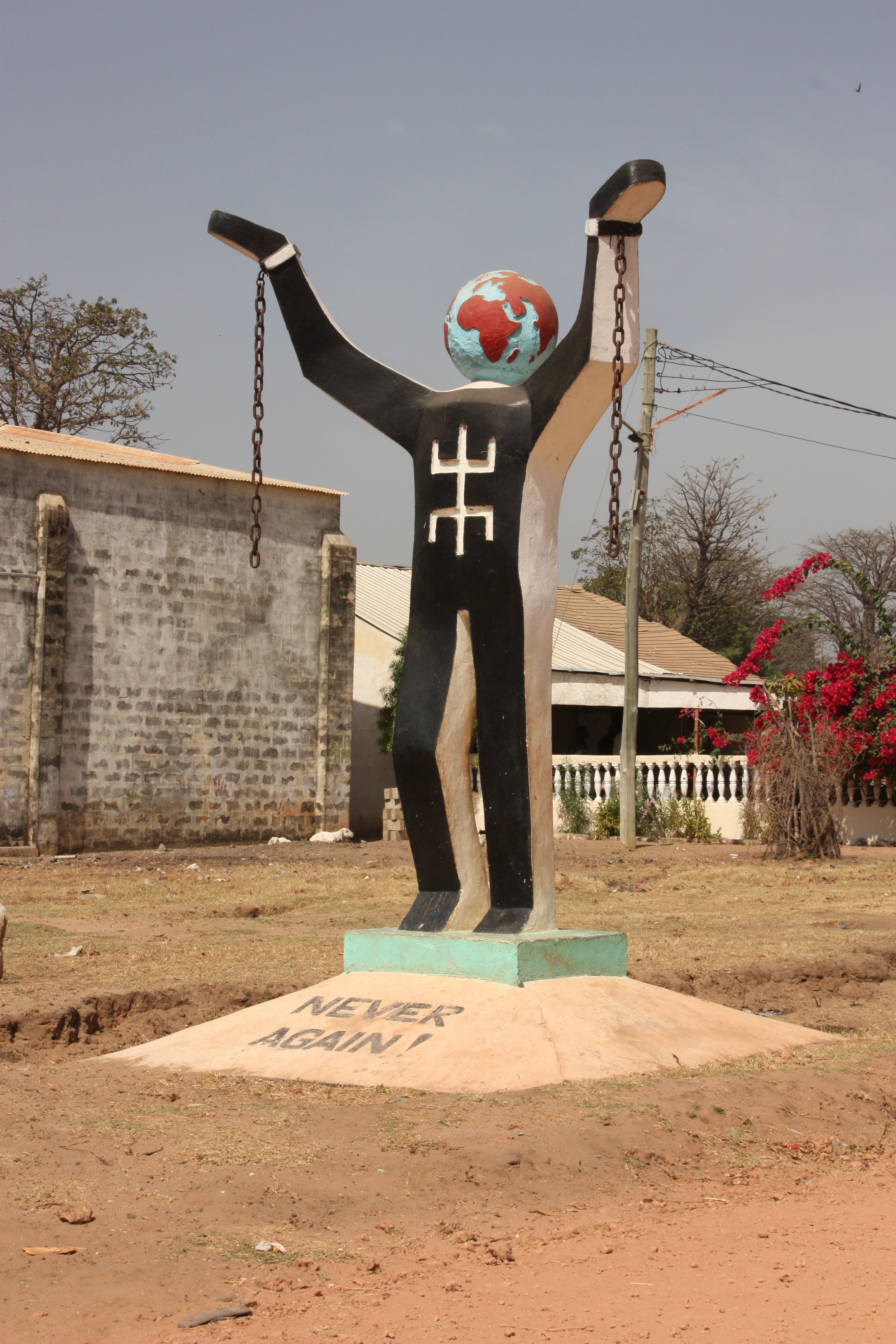
Albreda/Juffureh is het dorp naast James Island. De bewoners leven van toerisme en een groot deel van het dorp bestaat uit musea en andere bezienswaardigheden, gerelateerd aan slavenhandel op het eiland. Vrijwel alle mannen werken als gids. De vrouwen drijven handel.

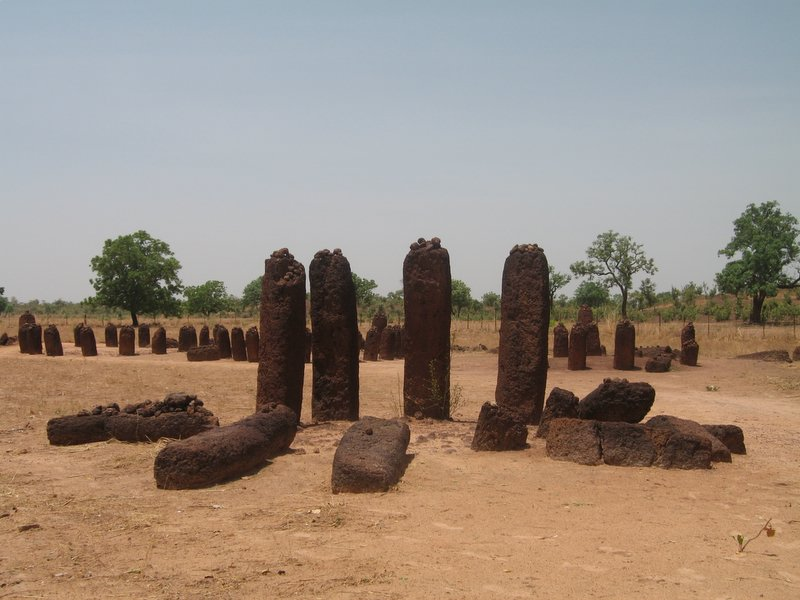
In Senegambia zijn er van de noordelijke oever van de Gambia tot de Saloum in Senegal een groot aantal steencirkels terug te vinden.

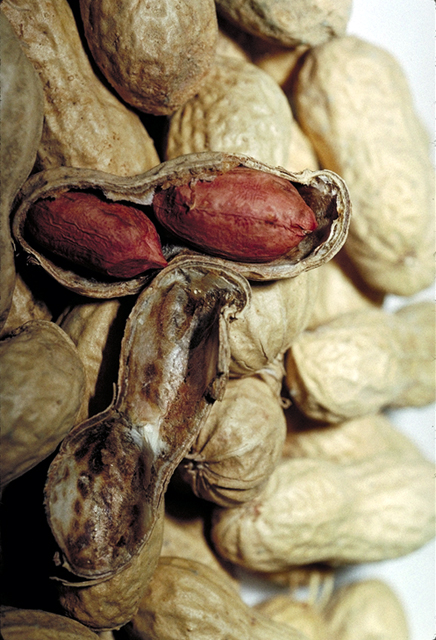
De productie van pinda's is de grootste inkomstenbron van het land.

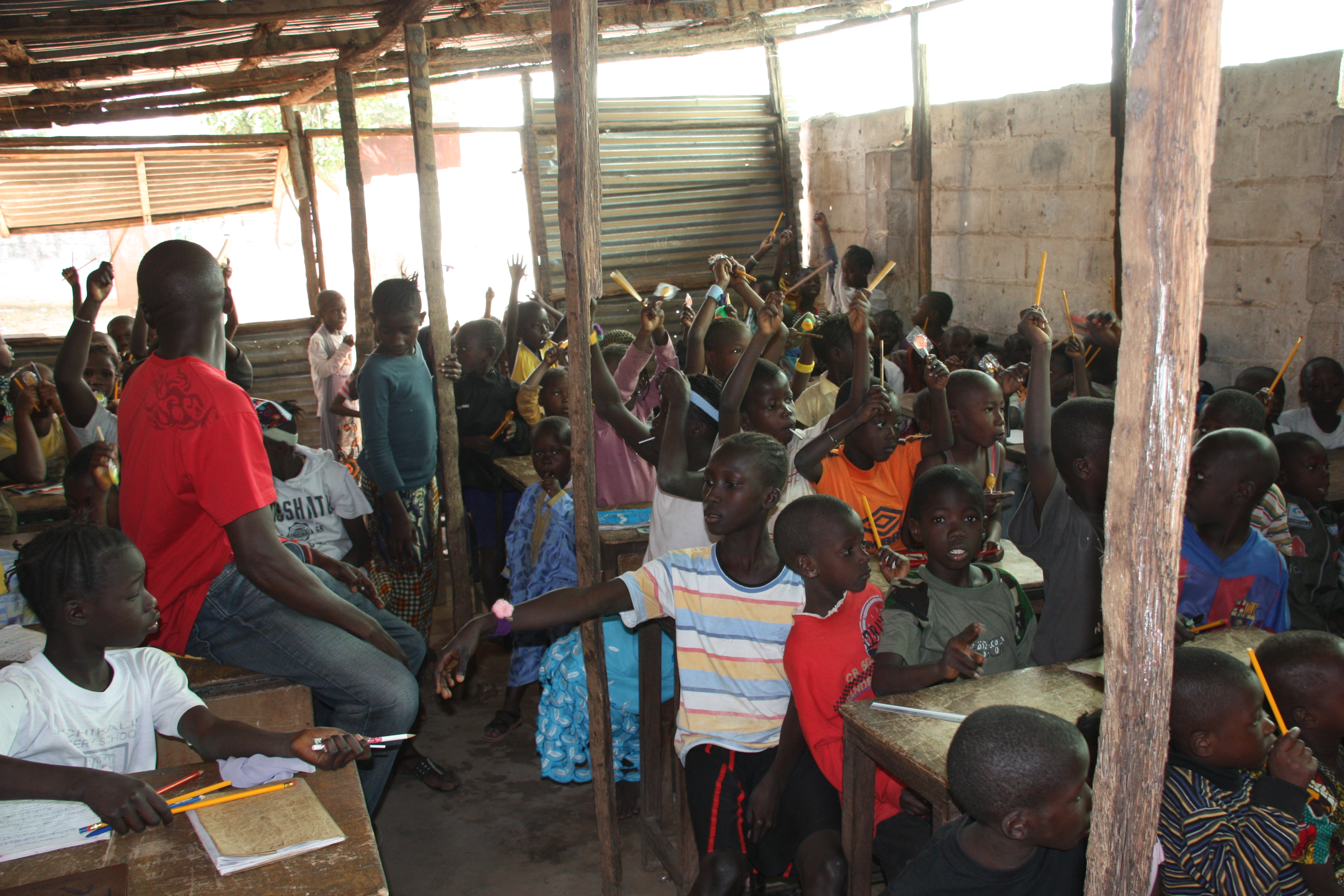
In armere gebieden krijgen kinderen tussen 2 en 10 jaar les in hetzelfde lokaal. Het gebouw op de foto bestaat uit losse stalen platen en houten balken. Er zijn geen ramen, maar wel twee openingen om binnen te komen. Er krijgen soms wel honderd mensen tegelijkertijd les van één leraar.

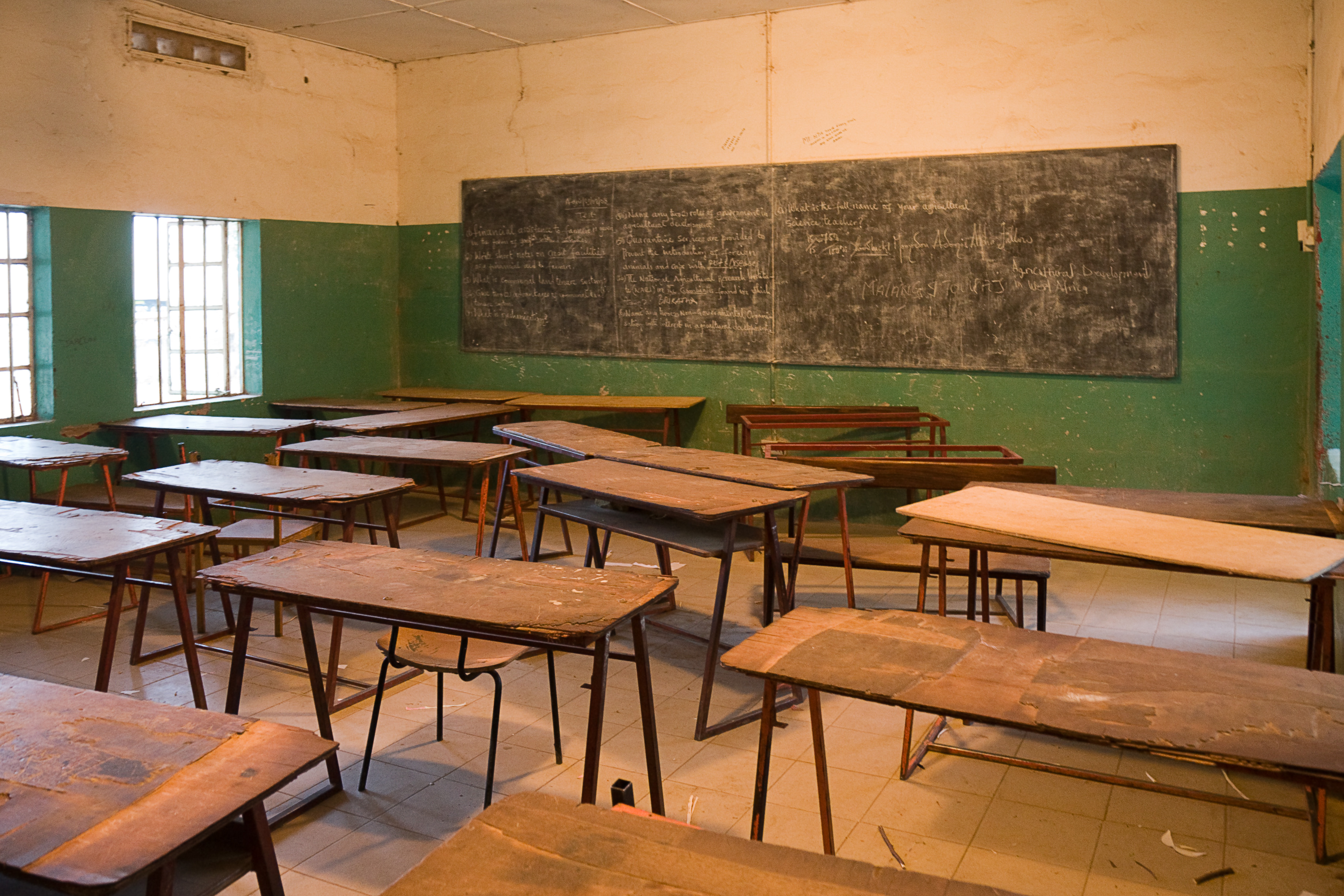
Armitage High School, een typerende middelbare school in Gambia.

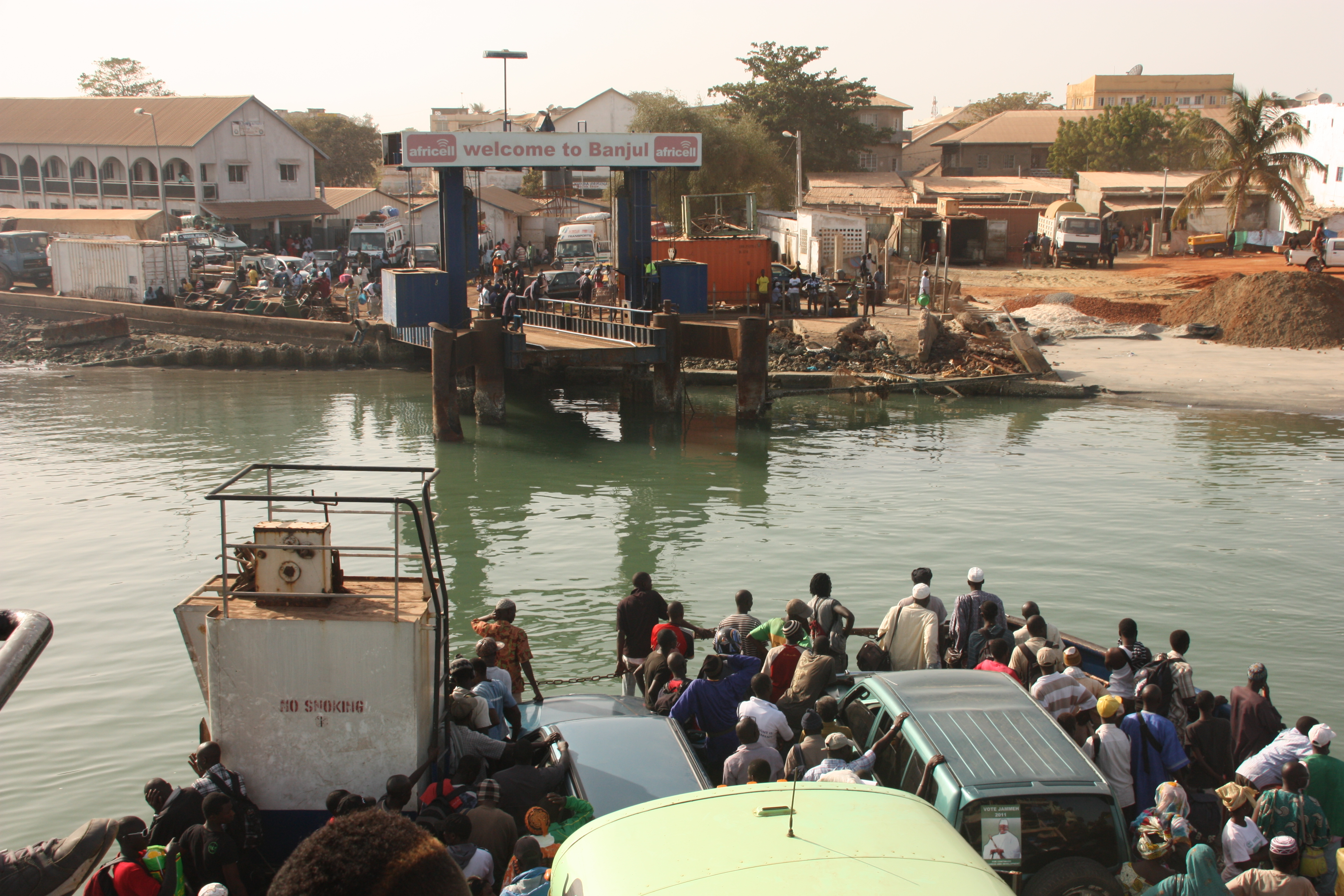
Een overvolle veerboot bereikt bijna zijn bestemming, de haven van Banjul. Elke ‘paar uur’ vertrekt een veerboot — de tijden zijn niet bekend en variëren per dag.

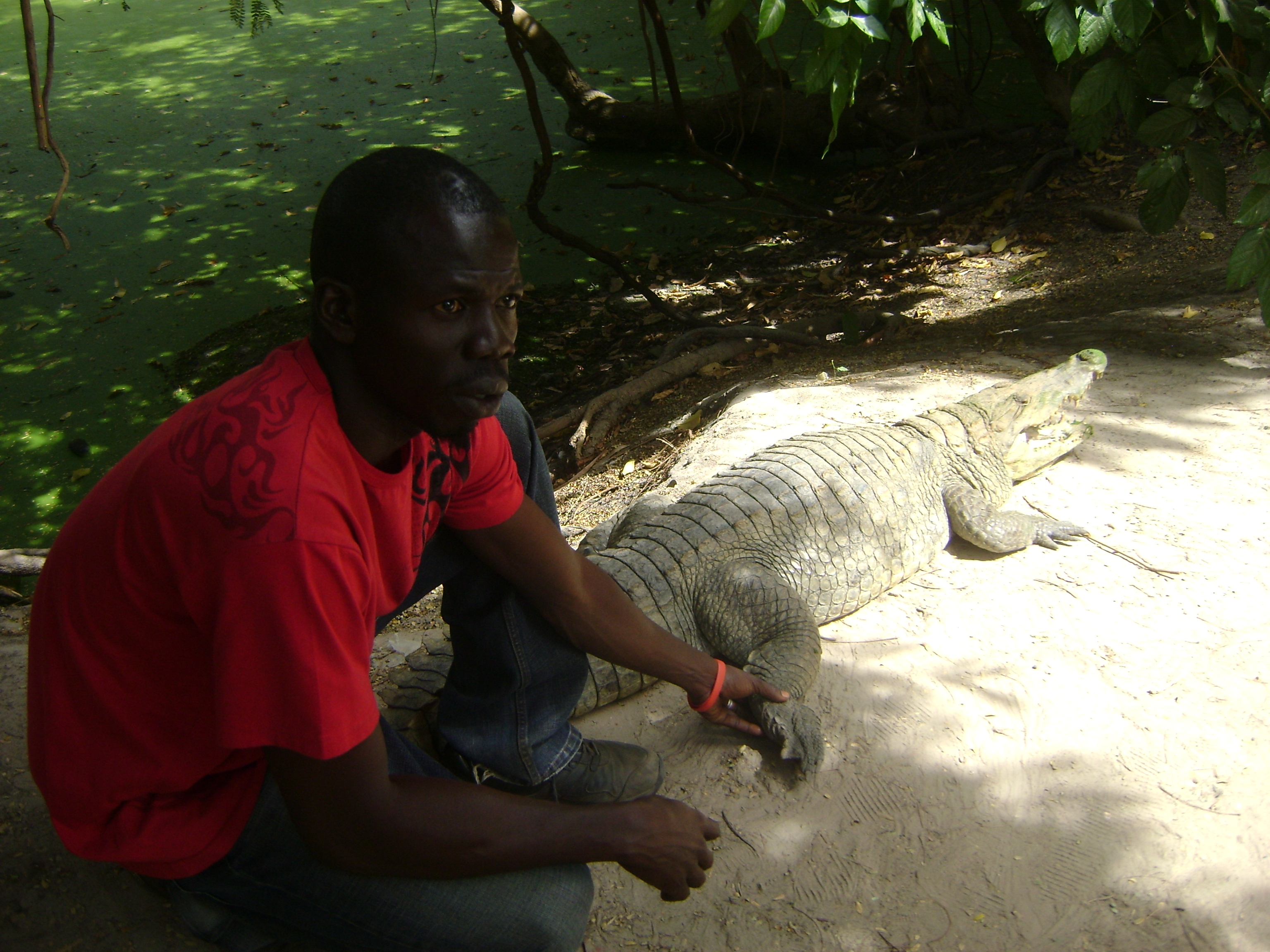
Een lokale gids toont aan de toeristen dat de (volgegeten) krokodil geen krimp geeft als hij aangeraakt wordt.

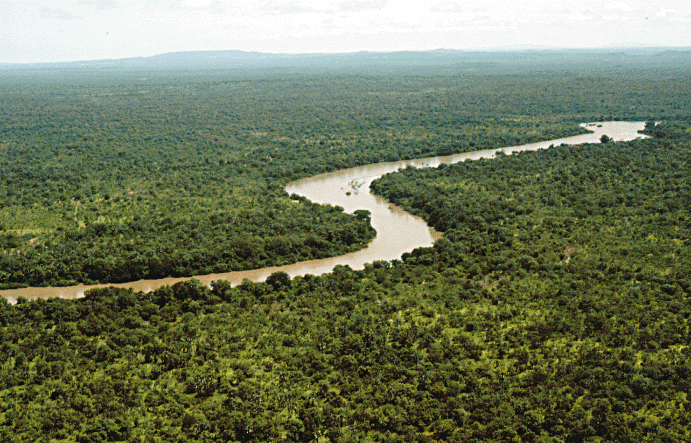
De Gambia stroomt door het midden van het land.

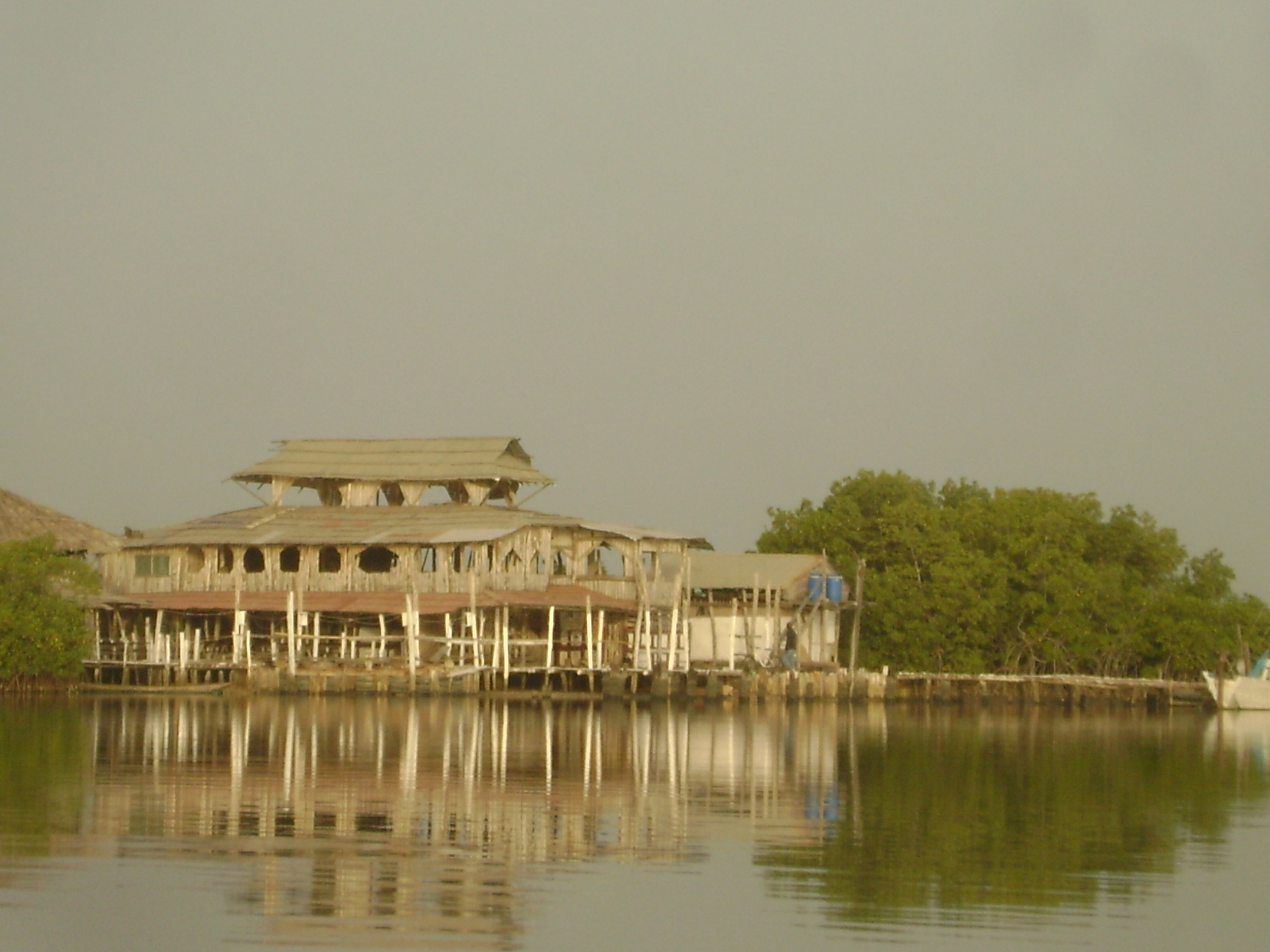
Lamin Lodge, een houten lodge op palen, midden in de mangrovebossen. Deze foto is genomen vanaf een boot op de rivier.

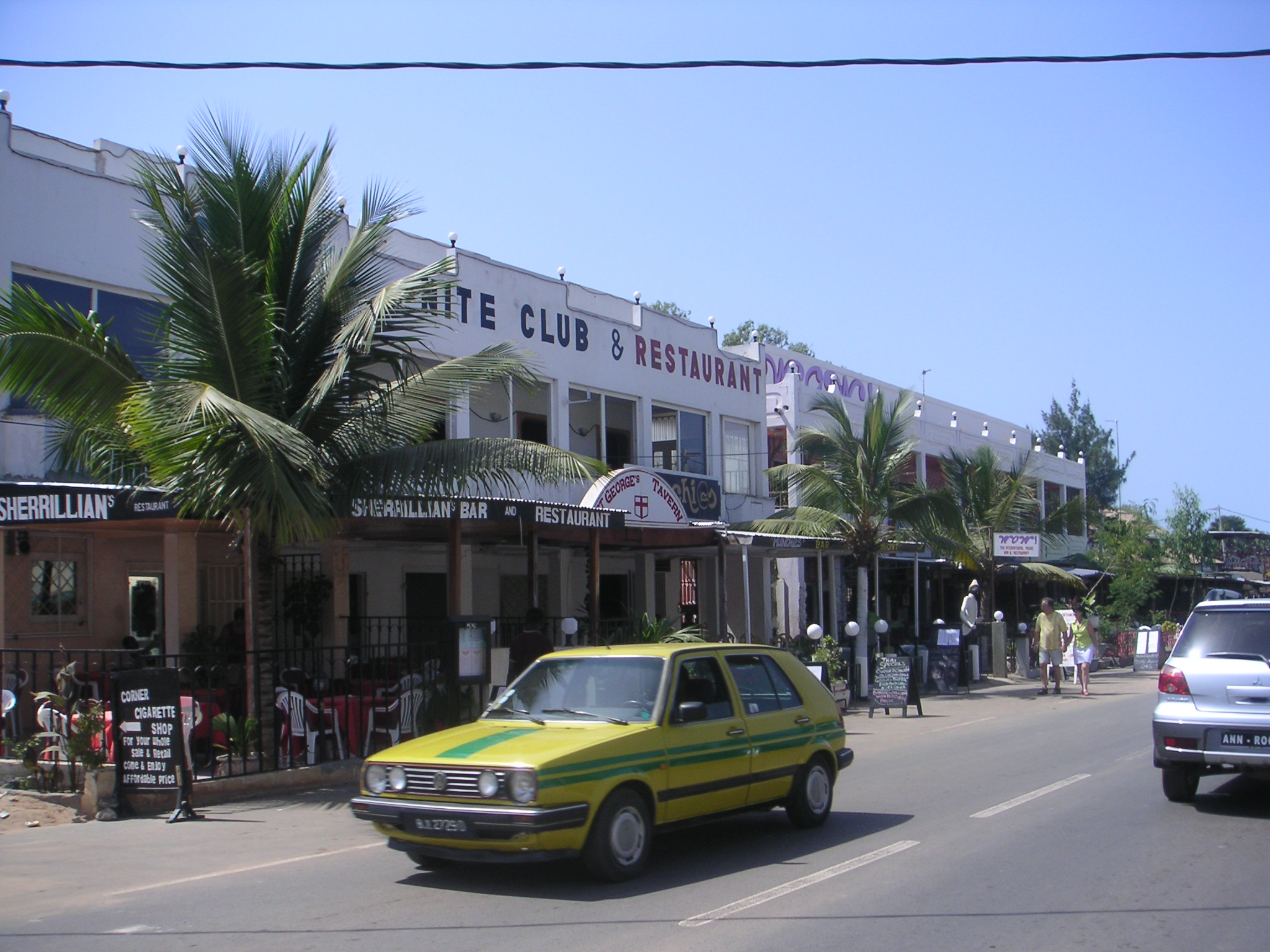
De toeristische Senegambia-straat in de stad Kololi.

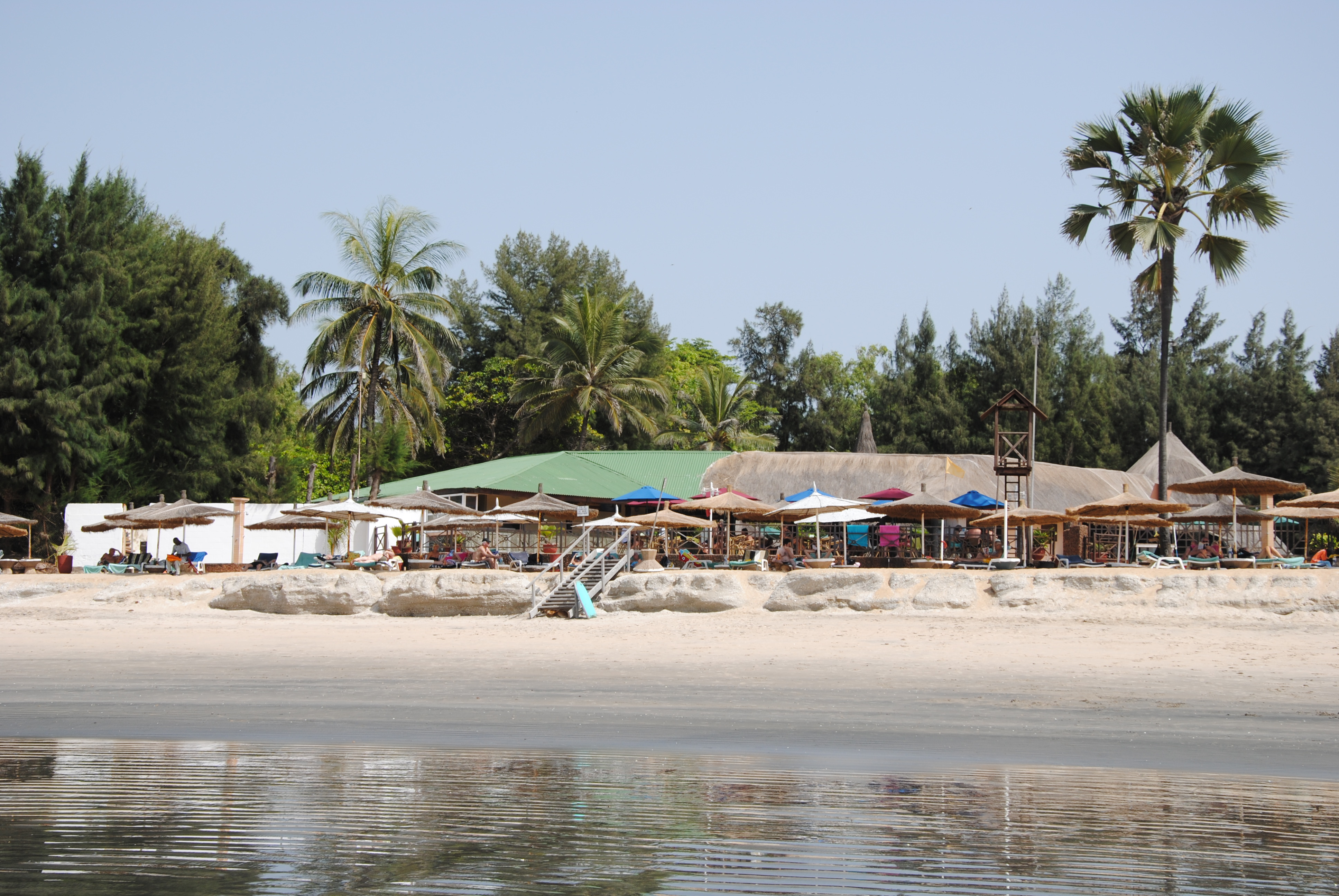
Gambia heeft prachtige stranden langs de Atlantische Oceaan.

Gambia (uitspraak: [ˈɣɑmbija]), officieel de Republiek Gambia (Engels: Republic of The Gambia), is een land in Afrika dat bestaat uit een tamelijk smalle oost-west-strook langs de rivier de Gambia. Gambia is 327 kilometer lang en slechts enige tientallen kilometers breed. Zo is Gambia het kleinste land van het Afrikaanse vasteland. In het westen ligt de Atlantische Oceaan en verder wordt Gambia volledig omsloten door Senegal.

## Geschiedenis
De geschreven geschiedenis van Gambia begint in de 15e eeuw, als de Portugezen een handelspost op een eiland in de Gambia stichten. Van de tijd die daaraan voorafgaat, is weinig bekend. Ongeveer 500 jaar v.Chr. maakt de Carthaagse admiraal Hanno voor het eerst melding van de Gambia.

### Vroege bewoning en cultuur
Vanaf de 3e eeuw v.Chr. tot aan de invallen van de Europeanen in de 16e eeuw werden in Senegal en Gambia, in het gebied tussen de Sénégal en de Gambia, meer dan duizend megalitische cirkels geconstrueerd. Deze geheiligde bouwwerken staan in een strook van honderd kilometer breed en driehonderdvijftig kilometer lang ten noorden van de Gambia. Dit duidt op een stabiele, welvarende en goed georganiseerde samenleving, maar over de datering en de betekenis zijn nog veel vragen. Vier grote groepen met in totaal 93 steencirkels zijn in 2006 aangewezen als het Unesco Werelderfgoed van de Senegambiaanse Steencirkels. De twee Gambiaanse groepen staan in Wassu en Kerbatch.

### Veroveringen en twisten
Omstreeks het jaar 700 trokken de Arabieren door de Sahara en veroverden langzamerhand Noord-Afrika. Berbers werden naar het zuiden gedreven en op hun beurt werden de lokale stammen Wolof en de Mandinka gedwongen zuidwaarts te trekken, naar het gebied van het huidige Gambia. Er begonnen zich volkeren en stammen te vormen, die rond 1100 werden veroverd door het koninkrijk Ghana, destijds gesitueerd op de plaats van het huidige Mali en Mauritanië. Hierna vielen Berberstammen Gambia binnen, en met hen kwam de islam.
Aan het begin van de 14e eeuw viel de keizer van Mali binnen en weer werd Gambia veroverd. Ook de keizer was een afstammeling van Berbers. Gedurende de 16e eeuw ontstonden er handelsbetrekkingen tussen in Gambia wonende Berbers en stammen uit het grensgebied van Mali en Nigeria. Er ontstonden weer nieuwe stammen, Songhai genaamd. Ondertussen kwamen de Europeanen in Afrika aan en de Berbers trokken zich terug naar Mali vanuit het gebied van de Gambia. Hierna ontstonden onderlinge twisten in het Songhairijk, waardoor dit een gemakkelijke prooi werd voor de Spanjaarden en Portugezen. Het waren Spaanse en Portugese moslims, uit Europa verdreven door christelijke troepen, die voor de kust van Gambia verschenen.

### Kolonisatie en slavenhandel
In 1456 voeren de Portugezen op initiatief van Hendrik de Zeevaarder de Gambia op. Op een eiland in de rivier werd een handelspost, Ilha de San André, ingericht en de Portugezen heersten over het hele gebied langs de rivier. Vanaf 1501 werden de eerste slaven verkocht naar met name Spanje. De Britten pakten het groot aan en het eerste grote slaventransport dateert van 1562 naar Groot-Brittannië. Meteen daarna begonnen de slaventransporten naar Amerika en het Caraïbisch gebied. Men schat dat tussen 1501 en 1856, het jaar waarin Amerika de slavernij afschafte, ruim 3.000.000 slaven vanuit Senegambia naar Amerika werden getransporteerd. Dit gebeurde onder mensonterende omstandigheden en waarschijnlijk stierf ongeveer 15% van de slaven al tijdens de reis. Eind zeventiende eeuw waren er in het Senegambiaanse gebied meer dan tien forten en posten voor de slavenhandel.
Gedurende de periode van de trans-Atlantische slavenhandel werden miljoenen mensen uit de regio als slaaf naar Amerika gebracht. Hoeveel slaven door Arabieren zijn verhandeld via de route door de Sahara is onbekend. De slaven werden door Afrikanen aan Europeanen verkocht. Sommigen waren gevangengenomen in stammenoorlogen, anderen werden verkocht wegens schulden, of waren ontvoerd. In 1807 werd de slavenhandel door de Britten afgeschaft. Zij probeerden ook een eind te maken aan de slavenhandel in Gambia zelf, aanvankelijk tevergeefs. De slavernij werd hier pas in 1906 afgeschaft.
Gambia en de slavenhandel kwamen uitgebreid aan bod in de bestseller van schrijver Alex Haley, “Roots”. Ook de televisieserie die naar aanleiding van het boek werd gemaakt maakte veel indruk.
In 1651 liet de hertog van Koerland het eerste fort op het Ilha de San André bouwen. In 1661 werd Ilha de San André door de Britten bezet en ze bouwden een nieuw fort dat Fort James genoemd werd, naar de Engelse koning Jacobus II van Engeland. De Britten kwamen echter veelvuldig in conflict met vijandige stammen en met Franse soldaten. In 1681 stichtten de Fransen op de noordelijke oever van de Gambia de enclave Albadarr, tegenwoordig Albreda. Na een grote brand in 1686 verlieten de Fransen Albadarr.
In 1689 werd het weer veroverd door de Britten en in 1695 eisten de Fransen het gebied weer op en verwoestten Fort James. Ook aan het begin van de achttiende eeuw was het steeds stuivertje wisselen wat Fort James betrof. En uiteindelijk is gedurende de 300 jaar durende bezetting het eiland minstens 10 keer van eigenaar verwisseld. Het Verdrag van Parijs in 1763 leek uitkomst te bieden. Gambia zou Brits worden, terwijl de Fransen in Albadarr mochten blijven. Nu werden de Britten echter weer verdreven door de inheemse bevolking en grepen de Fransen weer hun kans. In 1779 werd het eiland door de Fransen bezet, maar uiteindelijk werd Gambia in 1783 door het Verdrag van Versailles toegekend aan de Britten, en buurland Senegal was voor de Fransen. De grenzen van het gebied stonden echter nog lang niet vast. Deze werden pas in 1884 vastgesteld tijdens de Conferentie van Berlijn. De hoofdstad Bathurst werd een Britse kroonkolonie, het achterland vanaf 1894 een Brits protectoraat. In de twintigste eeuw zakte het Britse wereldrijk ineen en zaten er voor Gambia grote veranderingen aan te komen. Aan het begin van de jaren zestig stichtte Dawda Kairaba Jawara de People’s Progressive Party. Deze partij won in 1962 de verkiezingen en werd de grootste partij in het pas opgerichte Gambiaanse parlement. Jawara werd vijfmaal herkozen.

### Onafhankelijkheid
Op 18 februari 1965 werd Gambia onafhankelijk, zij het nog als onafhankelijk lid van het Britse Gemenebest, met de Britse koning als staatshoofd. Dawda Kairaba Jawara werd de eerste premier van Gambia. In 1967 werd er door Gambia en Senegal een samenwerkingsverdrag ondertekend dat er toe moest leiden dat de beide landen als één land, Senegambia, verder zouden gaan. In 1976 werden de grenzen tussen beide landen opnieuw vastgesteld en tussen 1982 en 1989 vormden ze een statenbond. Dat verdrag werd in 1989 weer opgezegd omdat Senegal vond dat Gambia zich niet snel genoeg ontwikkelde. Gambia besloot toen om zelfstandig te blijven.
In 1970 werd Gambia een republiek met Jawara als eerste president. In 1980 en 1981 werden er samenzweringen tegen Jawara gemeld, waarop krijgsmacht (200 man) en politie (700 man) werden uitgebreid. Enige tijd later werd de krijgsmacht weer uitgebreid en dat leidde uiteindelijk in 1994 tot een staatsgreep door luitenant YahYa Jammeh, die overigens zonder bloedvergieten tot stand kwam. Men beschuldigde Jawara van corruptie. Ook profiteerde de gewone bevolking te weinig van de toenemende inkomsten uit de toeristenindustrie. Jawara vluchtte naar Senegal. Jammeh vormde een militaire regering, maar beloofde wel de democratie te herstellen en schreef verkiezingen uit voor juli 1996.
Ondertussen leed de economie veel schade door alle gebeurtenissen. Met name Engeland en de Scandinavische landen adviseerden toeristen om niet naar Gambia af te reizen. Pas eind 1995 kwam het toerisme weer wat op gang. In de jaren 1996 en 1997 werd de parlementaire democratie weer "hersteld" met een nieuwe grondwet, werd Jammeh als nieuwe president gekozen en vonden er algemene verkiezingen plaats. De nieuwe partij van Jammeh won, onder protesten van zijn tegenstrevers, met 56% van de stemmen. Ook het buitenland was het niet eens met het verloop van de verkiezingen. Toch bleef Jammeh populair onder de gewone bevolking. Hij kondigde vergaande plannen aan met betrekking tot de infrastructuur en de economie. Ook werd er een nieuwe luchthaven gebouwd en werden er ziekenhuizen en scholen in het binnenland beloofd.
Eind 1997 publiceerde het tijdschrift The New African een artikel over miljoenen dollars aan ontwikkelingshulp die op buitenlandse bankrekeningen terecht zouden zijn gekomen. Ook zou met de mensenrechten gesold worden. Ondanks deze negatieve publiciteit leek Jammeh op dat moment de enige die Gambia de broodnodige stabiliteit kon bieden. Mede onder druk van de buitenlandse donoren vonden in 1996 presidents- en in 1997 parlementaire verkiezingen plaats. Jammeh won met 56% van de stemmen en werd op 18 oktober 1996 als president geïnstalleerd. Bij de presidentsverkiezingen van 18 oktober 2001 werd Jammeh met 53% van de uitgebrachte stemmen herkozen. Zijn belangrijkste opponent, Darboe, kreeg 32% van de kiezers achter zich. Hoewel zich in de aanloop naar deze verkiezingen verschillende gewelddadige en intimiderende incidenten richting de oppositie hebben voorgedaan, zijn de verkiezingen ordelijk verlopen, en werden ze door waarnemers als vrij en eerlijk bestempeld.
Op 1 juni 2002 keerde de in 1994 afgezette ex-president Dawda Kairaba Jawara terug in Gambia na een periode van acht jaar ballingschap in het Verenigd Koninkrijk. De terugkeer was mogelijk na een door Jammeh verleende amnestie. Men verwachtte dat president Jammeh bij de presidentsverkiezingen in 2006 veel stemmen zou verliezen. Door de vele wisselingen van ministers en staatssecretarissen, alsook bijvoorbeeld de chef defensiestaf, politiechef, chef veiligheidsdienst en centrale bankdirecteur, hield hij weinig medestanders over. In oktober 2005 werd voormalig minister van Binnenlandse Zaken, Samba Bah, gearresteerd wegens economische misdrijven, spionage en terrorisme. Ook de voorzitter van de verkiezingscommissie, aangesteld om de presidents-, parlements- en gemeenteraadsverkiezingen te organiseren, moest het ontgelden en werd begin juli 2005 uit zijn functie ontheven. Vertrouwen dat ministers en overheidsfunctionarissen hadden in de president en het functioneren van de overheid was daardoor klein. Beslissingen werden enkel op het niveau van de president genomen.

## Huidige situatie
Tijdens de tussentijdse verkiezingen in september 2005 werden drie van de vier te winnen parlementszetels door de oppositiecoalitie National Alliance for Democracy and Development (NADD) in de wacht gesleept. In september 2006 werd president Yahya Jammeh toch herkozen als president. Hij kreeg in 47 van de 48 kiesdistricten de meeste stemmen. In januari 2007 won zijn partij ook de parlementsverkiezingen.
In mei 2008 trok Jammeh de aandacht met de uitspraak dat hij elke homoseksueel in Gambia wilde onthoofden – hij wordt fel bekritiseerd door de internationale homobeweging. In september 2009 dreigde Jammeh mensenrechten-activisten te doden.
Op 2 oktober 2013 trok Gambia zich zonder opgaaf van redenen terug uit het Gemenebest van Naties. In de nacht van 29 op 30 december 2014 konden regeringstroepen een poging verijdelen om het regime van president Jammeh door een staatsgreep omver te werpen.
In december 2015 kondigde president Jammeh aan dat zijn land voortaan door het leven zou gaan als islamitische republiek. Aangenomen werd dat Jammeh zo in de gunst wilde komen van rijke islamitische landen, die de weggevallen westerse steun moesten vervangen. Jammeh verklaarde dat aan andersgelovigen geen beperkingen, zoals kledingvoorschriften, zouden worden opgelegd. Desalniettemin werden in januari 2016 vrouwelijke overheidsambtenaren verplicht een hoofddoek te dragen. Oppositiegroepen bestreden Jammehs bevoegdheid eigenmachtig een naamsverandering van het land door te voeren.
In 2016 won Barrow de presidentsverkiezingen met 45,5% van de stemmen en versloeg daarmee Jammeh. Jammeh accepteerde zijn verlies, maar veranderde later van gedachte. Barrow vluchtte naar Senegal waar hij op 19 januari 2017 werd ingehuldigd op de Gambiaanse ambassade. Twee dagen later ging Jammeh in ballingschap nadat hij de steun van leger en politie had verloren. Barrow arriveerde in Gambia op 26 januari.
In 2018 werd Gambia opnieuw toegelaten als lid van het Gemenebest van Naties.

## Geografie
Gambia ligt op de uiterste westpunt van Afrika, aan de Atlantische Oceaan en is met een oppervlakte van 11.300 km² het kleinste land op het Afrikaanse vasteland. De oppervlakte van Gambia is maar iets groter dan een kwart van Nederland of een derde van België. Van oost naar west meet Gambia ongeveer 320 km. Van noord naar zuid varieert de breedte van 20 tot 50 km. Gambia wordt aan drie kanten ingesloten door Senegal.
Het landschap is licht glooiend met wat heuveltjes. Het hoogste punt bedraagt ongeveer 40 meter, waarmee Gambia nog vlakker is dan Nederland. Dwars door het land loopt de goed bevaarbare Gambia. Deze rivier voert het hele jaar door water. Langs de rivier liggen vele zandstranden.
De delta van de Gambia is vrij moerassig met een mangrovebegroeiing. Het noorden van Gambia heeft een savannelandschap met lange grassen, grote struiken en wat bomen. Ten zuiden van de Gambia begint de bossavanne, grasland met groepen bomen.

### Klimaat
Gambia heeft een tropisch savanneklimaat, Aw in de klimaatclassificatie van Köppen. Dit wordt gekenmerkt door een droog en een nat seizoen. Het droge seizoen duurt van ongeveer half oktober tot ongeveer half juni. Het komt vaak voor dat er dan in deze periode geen druppel regen valt. Maart tot en met mei zijn de zonnigste maanden, met gemiddeld 10 uur zon per dag. De noordoostelijke wind (harmattan) waait in die maanden vanuit de Sahara en kan in plaats van regen ook weleens zand brengen. De temperatuur kan aan het einde van de droge tijd tot tegen de 40 °C oplopen. Door de warmte ontstaan er regelmatig windhozen, die Tonkolong genoemd worden. De luchtvochtigheid kan in de droge periode wel dalen tot 25%. De natte periode duurt van ongeveer half juni tot half oktober. Juli, augustus en september zijn de natste maanden en de helft van alle jaarlijkse regen valt in augustus. De regen valt meestal in buien, 's nachts en 's morgens. Het regent echter in de natte periode lang niet altijd, gemiddeld zo’n twaalf dagen per maand. In de hoofdstad Banjul, gelegen aan de kust, valt jaarlijks ongeveer 1400 mm regen. In Georgetown, gelegen in het binnenland, valt ongeveer 1050 mm regen per jaar. De hoogste luchtvochtigheid, tot wel 95%, wordt in augustus gemeten. De watertemperatuur van de Atlantische Oceaan varieert van 20 tot 27 °C.

### Landschap
Gambia kent een grote verscheidenheid aan vegetatie. In 1980 had Gambia nog ongeveer 50.000 hectare bos, acht jaar later nog maar 10.000. In de eerste decennia van de 21e eeuw zijn er wel enkele herbebossingsprojecten gestart. Verschillende soorten palmen komen voor in Gambia, met name de kokospalm (Cocos nucifera). Opvallend is de katoen- of kapokboom die meer dan vijftig meter hoog kan worden. De kapok die uit de zaden komt, wordt gebruikt als vulling voor matrassen en kussens. De kolaboom levert noten met een opwekkende werking en is vroeger gebruikt als grondstof voor de frisdrank cola. De mahonieboom levert mahoniehout op. Door het vele kappen komt deze boomsoort nog maar weinig voor in Gambia. In de wat vochtigere gebieden komen bamboebossen voor. Van bamboe worden schuttingen, meubels en diverse gebruiksvoorwerpen gemaakt. Mangrovebossen komen voor in de rivierdelta's en kunnen ver landinwaarts reiken.
In de droge streken komen acacia's en de karakteristiekste boom van Afrika voor: de Afrikaanse baobab. De baobab wordt ongeveer 20 meter hoog en kan meer dan 1000 jaar oud worden. De boom speelt een rol in talloze Afrikaanse mythen en legenden. De schors, de vruchten, de bladeren, het hout, bijna alles van deze boom wordt door de bevolking gebruikt.
In het nattere zuiden groeien mango-, cashew- en citrusbomen, evenals kerststerren, lelies, wilde orchideeën, oleanders, hibiscus en bougainvillea. De kinineplant levert sap dat onder andere beschermt tegen malaria, de meestvoorkomende ziekte in het land. Het olifantsgras is een zeer hoge grassoort en wordt door de boerenbevolking als onkruid beschouwd.

### Fauna
In Gambia werden tot nu toe ongeveer 450 verschillende soorten vogels geteld, en nog steeds worden nieuwe soorten ontdekt. Er vinden in Gambia dan ook vrijwel geen gewone safari's plaats, maar vogelsafari's.
Grote vogels zijn onder andere de maraboe, gieren, lepelaars, kraanvogels, arenden, uilen en de opmerkelijke grondneushoornvogels. Grote zoogdieren zijn vrijwel allemaal uitgestorven. Giraffen, leeuwen, buffels en grote antilopen komen vrijwel uitsluitend in natuurparken voor. Diep landinwaarts komen nog wel nijlpaarden en krokodillen in de Gambia voor. Verschillende kleine apensoorten, zoals de fluweelaap en de huzaaraap komen overal voor. Chimpansees leven alleen nog in het Baboon Island National park. Verder zijn er nog kleine antilopensoorten, aardvarkens en knobbelzwijnen.
Zowel op het land als in het water komen slangen voor, sommige zeer giftig. Reuzenhagedissen en kameleons komen ook regelmatig voor. In de Gambia leven verschillende zeldzame vissoorten, zoals de gitaarvis, de kikkervis, de longvis en de modderkruiper. Doordat het water van de Gambia zo’n 150 tot 180 kilometer landinwaarts zout is, zijn er in de rivier zelfs dolfijnen waar te nemen. In de kustwateren van Gambia komen onder andere zeeschildpadden, roggen, zeeslangen, krabben, haaien, inktvissen, zwaardvissen en tonijnen voor. De bijna uitgestorven zeekoe is nog af en toe te zien bij riviermondingen. In de mangrovemoerassen leven diverse krabbensoorten, veel watervogels en slijkspringers. Mangroveoesters groeien aan de wortels van de mangrovebomen.
Gambia heeft zes nationale parken en reservaten, die samen 3,7% van het Gambiaanse grondgebied beslaan.

## Economie
De economie van Gambia behoort tot de zwakste in de wereld. Het inkomen per hoofd van de bevolking was in 1999 $1.030 (in Nederland was dit $53.900 in 2017). De Gambiaanse economie is voornamelijk een agrarische. Belangrijkste exportproducten vormen nog steeds pinda's en pindaproducten als pindaolie en veevoer. Deze monocultuur betekent dat Gambia sterk afhankelijk is van de pindaprijzen op de wereldmarkt en daardoor heeft de economie een wankele basis. Met steun van voornamelijk Britse ontwikkelingsgelden wordt geprobeerd de productiemethoden te verbeteren en de verbouw van andere gewassen te stimuleren. De nadruk ligt op de ontwikkeling van de landbouw en irrigatie van de moerassen rond de Gambia.
Verder worden er nog kleine hoeveelheden specerijen, papaja's, mango's, katoen, gierst, bananen en palmboomproducten geëxporteerd. De meeste landbouwproducten, zoals granen, worden echter voor binnenlands gebruik geteeld. Belangrijke handelspartners wat de uitvoer betreft zijn voor Gambia, Guinee-Bissau, Groot-Brittannië, Nederland (1995: 1,1 miljoen gulden), Frankrijk, Mali en Senegal (ook smokkelhandel). De totale export bedroeg in 1998 132 miljoen dollar. Andere belangrijke exportproducten zijn vis en visproducten, met name gedroogde vis, die voor het grootste gedeelte naar landen in de regio gaan.
25% van het nationaal inkomen is op dit moment afkomstig van de toeristenindustrie. Met name de kuststrook wordt steeds verder ontwikkeld ten behoefte van het toerisme. Het toerisme begon in het midden van de jaren zestig op gang te komen. In 1966 bezochten 300 toeristen Gambia, eind jaren zestig waren dat er al enkele duizenden, met name uit Zweden. In 1988/1989 kwamen er zo’n 110.000 toeristen naar Gambia, waarvan 17.000 Nederlanders. In de jaren 80 en 90 groeide het toerisme elk jaar ongeveer tien procent.
Veel goederen en producten worden geïmporteerd, met name voedings- en genotmiddelen, maar ook machines, oliën en vetten, chemische producten en textiel. Belangrijke handelspartners wat de invoer betreft zijn China, Groot-Brittannië, Nederland (1995: 21,7 miljoen gulden), Frankrijk, Duitsland, Hongkong, België en Senegal. De totale import bedroeg in 1998 201 miljoen dollar.
De meeste werkende mensen in Gambia hebben twee bronnen van inkomsten. Ten eerste een officiële baan en ten tweede inkomsten uit de verkoop van met name zelf geteelde landbouwproducten. Bijna 500.000 mensen verdienen aan de markthandel en 150.000 daarvan hebben een bedrijfje of winkeltje.
Voor de zeevaart is alleen de haven Banjul aan de monding van de Gambia van belang; de rivier is vooral belangrijk voor de binnenvaart. Van de wegen (2386 km in totaal) is 750 km het hele jaar door te berijden. Er lopen twee routes van west naar oost door Gambia: een ervan loopt ten noorden van de Gambia, de andere route loopt ten zuiden van de Gambia. Beide wegen zijn verhard. De internationale luchthaven is Banjul International Airport in Yundum, nabij de hoofdstad Banjul.
Gambia kent een redelijke infrastructuur wat betreft internet en telecommunicatie. Om de economie een bredere basis te geven, richten ontwikkelingsprojecten zich daarom regelmatig op deze bedrijfstak. De overheid bewaakt dat deze ontwikkeling vooral ten goede komt aan de eigen bevolking. Bijvoorbeeld door het registeren van domeinen (eindigend op .gm) alleen mogelijk te maken indien dit de lokale internet-community versterkt of er op de website toeristische informatie wordt verstrekt over Gambia.
Volgens het Ontwikkelingsprogramma van de Verenigde Naties leeft in Gambia 61,3% van de bevolking onder de armoedegrens.

## Staatsinrichting
Gambia werd op 26 april 1970 een republiek met als staatshoofd een president die tevens regeringsleider is. Gambia kent één kamer (National Assembly) met 45 leden die voor vijf jaar door het volk gekozen worden. Dat zijn er evenveel als er administratieve gebieden (45) zijn. De National Assembly wordt verder uitgebreid met acht leden die geen stemrecht hebben: de minister van justitie, een voorzitter, een plaatsvervangend voorzitter en vijf plaatsvervangende leden. Ook zitten er nog vijf districtshoofden (Chiefs) in de National Assembly.
In 1964 werden er voor de eerste keer algemene verkiezingen gehouden. De verkiezingen worden, net als in Engeland, volgens een districtenstelsel gehouden. Gambia is bestuurlijk ingedeeld in zes "divisions" (provincies). Deze zijn weer onderverdeeld in 45 districten.
Gambia werd mede geleid door premiers. Pierre Sarr N'Jie diende tussen 1962-1965 als chief minister. Hij werd opgevolgd door Jawara (1970-1994), die tijdens de regeerperiode van Koningin Elizabeth II als premier actief was. Koningin Elizabeth II was de vijf jaren daarvoor wettelijk regeerder van Gambia (1965-1970). In 1994 werd Yahya Jammeh, na een staatsgreep, staatshoofd en regeringsleider. Tussen 1994 en 1996 was hij tevens hoofd van de militaire junta.
Jammeh was 22 jaar aan de macht, waarna hij in december 2016 de verkiezingen verloor van Adama Barrow. In een uitzending van de staatsradio zei hij de uitslag te accepteren en mee te werken aan een vreedzame machtsoverdracht. Hier kwam hij in januari 2017 op terug. Hij weigerde op te stappen en eiste nieuwe verkiezingen. Voor de beëdiging van Barrow werd uitgeweken naar de Gambiaanse ambassade in Senegal. Nadat verschillende West-Afrikaanse landen vervolgens soldaten en bemiddelaars naar Gambia stuurden, verklaarde Jammeh in een televisietoespraak toch op te stappen.

### Onderwijs
Iets meer dan een kwart van de bevolking heeft een school afgemaakt. Een veel groter percentage kan lezen en schrijven.
Er bestaat geen leerplicht in Gambia. Kinderen kunnen op elk moment van hun leven instromen, maar gebruikelijk is dat dit gebeurt op vijf- of zesjarige leeftijd. Een vervolgopleiding wordt door zo'n 25% van de kinderen op het platteland gevolgd. Het zes jaar durende lager onderwijs is gratis. Het is verplicht om een schooluniform te dragen, waarvan de kosten betaald moeten worden door de ouders. Er zijn zowel particuliere scholen als scholen gefinancierd door de overheid. Op de veelal islamitische scholen wordt de Koran onderwezen, en daarom is het volgen van lessen Arabisch verplicht.
De middelbare en hogere scholen berekenen hun kosten volledig door aan de ouders. Het middelbaar onderwijs valt uiteen in drie jaar junior secondary school. Daarna kan men nog verder op de senior secondary school. De hogere opleidingen duren gemiddeld vijf jaar. Hogere betekent in het geval van Gambia administratieve opleidingen en middelbaar technisch onderwijs. Ook heeft Gambia een universiteit: The University of Gambia in Serrekunda, vlak bij de hoofdstad Banjul.
Hoewel het aantal scholen snel groeit, is er nog een chronisch tekort. Er zijn ruim 200 scholen voor lager onderwijs. Ongeveer 70.000 kinderen volgen dit onderwijs. Er zijn 25 scholen voor middelbaar onderwijs en 10 scholen voor hoger beroepsonderwijs. Slechts 15.000 scholieren volgen middelbaar onderwijs en 1.500 leerlingen volgen hoger onderwijs.

## Bevolkingskenmerken

### Talen en stammen
Engels is de officiële taal in Gambia. Op de scholen wordt ook Engels onderwezen. De bevolking van Gambia is afkomstig van vele volkeren, ieder met hun eigen cultuur en taal. Deze stammen komen niet alleen in Gambia voor, maar in praktisch alle West-Afrikaanse landen. Er leven in Gambia ongeveer vijftien verschillende stammen die ca. 30 verschillende talen spreken.
De belangrijkste stammen zijn Mandinka, Wolof, Fulani, Dyda, Serer en Serahule.
De Mandinka leven in Gambia, Senegal, Guinee, Guinee-Bissau, Mali en Nigeria. Het is de grootste bevolkingsgroep, ongeveer 42% van de bevolking. De Fula leiden een zwervend bestaan. Er worden binnen de Fula-stam negen sterk verschillende dialecten gesproken. Achttien procent van de Gambiaanse bevolking behoort tot de Fula.
De Wolof kwamen uit het gebied van de Sahara. De meeste Wolof wonen op dit moment in Gambia en Senegal. Zestien procent van de Gambianen behoort tot de Wolof-stam. Een andere groep mensen vormen de Aku, afstammelingen van teruggekeerde slaven en bevrijde slaven. De Aku zijn over het algemeen christenen en hebben vaak een Engelse achternaam.
Van de Diola is historisch gezien weinig bekend. Toch wonen ze al heel lang langs vrijwel de gehele Atlantische kust van West-Afrika. Kenmerkend voor de Diola is de vorming van “clans”, families die zelfstandig binnen een stam gevestigd zijn. Tien procent van de Gambiaanse bevolking behoort tot de Jola-stam.
Een kleine, maar belangrijke groep zijn ongeveer duizend Libanezen die veel bakkerijen, restaurants en een belangrijk deel van de voedingsmiddelenimport in handen hebben. Verder leven er nog ongeveer 25.000 Senegalezen, voornamelijk als arbeidskrachten.

### Inwoners
Gambia telt ruim 2 miljoen inwoners. De bevolkingsdichtheid is ongeveer 192,5/km² (2020) inwoners per vierkante kilometer. Gambia staat daarmee op de vierde plaats van dichtstbevolkte landen van Afrika. De meeste Gambianen wonen in de kuststreek, waar ook de grote steden liggen. De meeste inwoners heeft Serekunda, ongeveer 275.000; in de hoofdstad Banjul wonen ongeveer 42.000 mensen en daardoor is het een van de kleinste hoofdsteden van Afrika. Omdat het op een eiland ligt kan Banjul eigenlijk niet veel groter worden en is dan ook qua inwoneraantal voorbijgestreefd door Serekunda.
De derde stad van Gambia, Brikama, telt ongeveer 41.000 inwoners. De trek naar de steden is groot; in 1995 woonde 26% van de bevolking in steden. Het geboortecijfer ligt erg hoog; per 1000 inwoners worden er 43 kinderen geboren en vrouwen krijgen gemiddeld 5,7 kinderen in hun leven. De zuigelingensterfte is ook hoog; 80 van de 1000 kinderen sterven in het eerste levensjaar.
De bevolkingsopbouw van Gambia is volstrekt niet te vergelijken met de huidige West-Europese bevolkingsopbouw; kinderen en jongeren tot en met 14 jaar maken 45% van de bevolking uit. De gemiddelde levensverwachting is 63 jaar (vrouwen 65, mannen 62 jaar).
De inwoners van Gambia zijn over het algemeen vriendelijk ingesteld. Opmerkelijk is dat vrijwel elke Gambiaan gedag zegt.

### Religie
Gambia is een grotendeels islamitisch land. Rond 90 % van de bevolking is moslim (overwegend soennieten). Omdat volgens de islam mannen vier vrouwen mogen hebben, komt in het binnenland polygamie regelmatig voor. In de steden is dit veel minder het geval. In 2015 verklaarde de omstreden president Yahya Jammeh Gambia officieel tot een islamitische staat.
Ongeveer 10 % van de bevolking behoort tot de Katholieke Kerk of de Anglicaanse Kerk. Katholiek missiewerk werd in 1848 door paters van de H. Geest ter hand genomen vanuit Senegal. Bij de onafhankelijkheid in 1965 waren er ruim 5500 katholieken en 1200 doopleerlingen. In de jaren 1970 had de missie de zorg voor 33 scholen met 3000 leerlingen.
Verder zijn er nog kleine groepjes methodisten en Zevendedagadventisten. Van protestantse zijde werd vanaf 1821 zendingsarbeid verricht door de (wesleyaanse) methodisten. Hun werk bleef in hoofdzaak beperkt tot de groep van vrijgelaten Afrikaanse slaven. Uit het werk van de anglicaanse geestelijken in Bathurst groeide een anglicaans zendingswerk, vanaf 1935 (het jaar waarin het diocees van Gambia en Rio Pongas tot stand kwam) mede gedragen door de Society for the Propagation of the Gospel.
Het animisme is als formeel geloof verdwenen. Toch leeft animisme en bijgeloof nog in zekere mate voort, zelfs onder de moslims en de christenen.

## Bezienswaardigheden
- De rivier Gambia kan worden overgestoken vanaf Banjul aan de zuidoever, met een veerboot naar Barra, aan de noordoever. Er vertrekt elke 'paar uur' een veerdienst — de tijden zijn niet bekend en variëren per dag. Er kunnen enorm veel mensen op de pont, evenals vrachtwagens en andere vervoermiddelen. Het veer is de meest gebruikte transportwijze: Sinds 2019 is een tolbrug Senegambia Bridge geopend in de buurt van Farafenni, ongeveer halverwege het land. De brug is gebouwd met behulp van een lening van de African Development Bank. De hoge betonnen brug laat het scheepvaartverkeer nog steeds toe en biedt een economisch alternatief voor de veerponten. Als laatste is de mogelijkheid geheel om de rivier heen te rijden, wat vanuit Banjul ongeveer twee dagen kan duren. Vrachtwagens staan daarom een aantal uren/dagen in een rij voor de veerboot. De onderste verdieping van de boot wordt voornamelijk gebruikt voor vervoermiddelen, terwijl de tweede verdieping vol staat met mensen.
- James Island is een werelderfgoedlocatie. De plaats is met name belangrijk vanwege haar getuigenis van de slavernij, als verzamelpunt van slaven totdat slavernij was afgeschaft. De Gambia was de eerste handelsroute voor het midden van Afrika, en was daarmee ook de corridor vanwaar de slaven werden aangevoerd. Het fort op het eiland is in 1651 gebouwd door Duitsers, afkomstig uit het Hertogdom Koerland en Semgallen. Zij noemden het eiland Sint-Andreas. 10 jaar later veroverden de Britten het eiland. De naam van het eiland is toen ontleend aan de heersende koning Jacobus II.
- De Steencirkels van Senegambia vormen ook een werelderfgoedlocatie. De meest bekende staan bij de plaats Wassu op de noordoever van de Gambia. Zo'n 30 kilometer ten westen van Wassu staan de cirkels van Kerr Batch. Hier staan de enige cirkels waarvan ook enkele stenen in een V-vorm geplaatst zijn. De cirkels bestaan uit tien tot twintig rechtop staande stenen van min of meer dezelfde grootte en hoogte (gemiddeld 2 meter). De stenen zijn van een soort die relatief makkelijk te ontginnen is, maar eens blootgesteld aan de lucht verharden ze. De doorsnede van de cirkel bedraagt 4 tot 6 meter.
- Abuko Nature Reserve is een natuurpark gelegen buiten het dorpje Lamin in het district Kombo North. Met 105 hectare aan grond is het een van de kleinste beschermde gebieden in Afrika, maar het biedt nog steeds een goede introductie tot de Gambiaanse flora en fauna. Zo leven er apen, krokodillen en zo'n 300 soorten vogels.